# Paul Helwig
Paul Helwig (* 27. Mai 1893 in Lübeck; † 7. August 1963 in München) war ein deutscher Psychologe, Philosoph, Theaterregisseur und Drehbuchautor.
In Fachkreisen der Psychologie wurde Helwig insbesondere durch sein auf Aristoteles’ Überlegungen „von der rechten Mitte“ basierendes Modell des Wertequadrats bekannt, das er in seinem Werk Charakterologie vorstellte und eine Weiterentwicklung der Gedanken seines Doktorvaters Nicolai Hartmann darstellt. Dieses Denkwerkzeug wurde später von Friedemann Schulz von Thun als Werte- und Entwicklungsquadrat einer breiteren Öffentlichkeit zugänglich gemacht.

## Leben
Paul Helwig war ein Sohn des Kaufmanns August Helwig. Er studierte Musik an den Konservatorien von Leipzig und München. Nach der Zeit am Theater nahm er sein schon vorher begonnenes Philosophiestudium in Köln erneut auf und promovierte 1934 bei Nicolai Hartmann.
Die letzten Jahre lebte er als freier Schriftsteller in München bis zu seinem Tod am 7. August 1963.

## Theater- und Filmarbeit
Nach seinem Abschluss am Konservatorium war er mehrere Jahre in leitenden Stellungen an den Theatern Eisenach, Heidelberg, Düsseldorf, Breslau und Berlin tätig. In dieser Zeit und auch danach schrieb er verschiedene Bühnenstücke, darunter die Komödie Flitterwochen, die gelegentlich noch immer aufgeführt wird. Ansonsten war er Mitautor mehrerer Filmdrehbücher sowie Übersetzer von zwei Stücken John Priestleys, die er auch inszenierte. Diese Theaterarbeit hat zu seiner späteren Faszination vom menschlichen „Handeln-an-sich“ als einer unreduzierbaren „Urkategorie des Seins“ beigetragen.

## Philosophische Überlegungen
1936 veröffentlichte er „Seele als Äußerung“, in dem er versuchte, den Dualismus zu überwinden, damit er das Tun des Organismus an die Umgebung zentral stellte und die Dimension geistlich-materiell mit der Dimension Innen-Außen ersetzte (die eine Erlebnisdimension ist und keine objektiv-räumliche Dimension).  Diese Abhandlung, die bereits Merkmale einer psychologischen Analyse trägt, schließt seiner 38-Seiten-Dissertation an und klärt die darin enthaltenen abstrakten Ideen ein wenig auf.

## Psychologie
1936 erschien die erste Version von „Charakterologie“ (bei Teubner in Leipzig), ein Buch ganz anderer Art, in dem psychologische Typen und Krankheitsbilder kritisch besprochen werden. 1951 folgte eine überarbeitete 2. Auflage. Darin führte er das Werteviereck ein, ein erklärendes Schema über das Ordnen wertbehafteter Begriffe: Jeder Tugend steht eine Gegentugend gegenüber, mit der Implikation, dass beide entarten können, wenn die eine nicht hinreichend von der anderen im Gleichgewicht gehalten wird. So steht beispielsweise dem Streben nach Halt in der Welt auch ein bestimmtes Vertrauen und Gelassenheit gegenüber, da sonst das Streben nach Halt in Krampfhaftigkeit und Zwangsmäßigkeit entartet, bzw. das Vertrauen in kindliche Abhängigkeit.
Helwigs Beschäftigung mit dem unreduzierbaren Phänomen des Wirkens auf die Umgebung und auf den Mitmenschen führte schließlich zu der Idee der „dramaturgischen Psychologie“: Die Erklärung von Verhaltensphänomenen sollte man nicht, wie in der Tiefenpsychologie, im „Inneren“ (das falsch abtrennende Begriff „Psyche“) suchen, sondern in den Eigenschaften des Handelns selbst. Solches nicht – opportunistisch – aufgrund eines methodologischen Behaviorismus, sondern aus prinzipiellen Gründen, weil in erster und letzter Instanz sich alles für die Psychologie Wichtige „da draußen“ abspielt, im Treffen des handelnden Menschen mit der Umgebung. Und dabei beobachtet man mit den distanzierten Augen eines Dramaturgen das menschliche Handeln und Wandeln.

## Der Behaviorismus Helwigs
Mit seiner Wahl, das äußerliche Verhalten des Menschen als eigentlicher Gegenstand der Psychologie zu betrachten, ist Helwig genauso wie Skinner ein radikaler, d. h. prinzipieller Behaviorist. Allerdings mit dem Unterschied, dass er sich mit den Augen eines Regisseurs in Themen von viel größeren Verhaltenseinheiten (als Stimulus-Response) das menschliche Tun anschaut. Die Interaktion Individuum-Umgebung sollte man – so meint er – in dem Maße analysieren, wobei soviel „Stoff“ (Geschehen, Folgen, Reaktionen) aufgeworfen wird, dass es zu Handlungen (Interaktionen) von längerer Dauer kommen kann – so wie das auch im Theater geschieht und essentiell ist für ein gutes Drama, und womit das Leben „weiter geht“. Dazu ist nicht nur die Art der Aktionen des Individuums wichtig, sondern auch das Maß von Widerstand, dem es dabei begegnet.
Eine Beschränkung von Helwig ist, dass er wenig über die Konditionen sagt, die einen Menschen nach ineffektiven Handlungsweisen greifen lassen, die dem Weiterleben nicht dienlich sind.
In dieser Zeit übte Helwig auch eine eigene Psychotherapie-Form aus. Er arbeitete am psychosomatischen Institut in Heidelberg.

## Nicht durchgebrochen
Helwig ist bis heute eine isoliert und nur mäßig bekannt gebliebene Persönlichkeit in der Psychologie, weil er keiner Strömung angehörte und auch keine eigene Schule (mit Anhängern) aufgebaut hat, denn
- erstens brach er mit der damals in Deutschland starken tiefenpsychologisch/psychoanalytischen Tradition
- zweitens arbeitete er völlig verschieden von den phänomenologisch orientierten Psychologen wie Viktor Emil von Gebsattel und Erwin W. Straus.
- drittens analysierte er trotz Verwandtschaft zu Skinner das Verhalten anders als die Behavioristen.
- viertens hat er existentielle Psychologie betrieben, aber wiederum anders als deren eigentliche Theoretiker.
- fünftens spielte eine Rolle, dass Helwig auf einem abstrakten Niveau schrieb, eine eigene Terminologie einführte und deswegen schwer zu rezipieren ist. Er gab sich auch keine Mühe, sich einer psychologischen Schule anzuschließen.

## Werke
Belletristik
- Jerika. Roman. Alfred Ibach Verlag, Wien 1941.
- Pan–Pan–Potiphar. Die abstrakte Lyrik meines Vetters Alois Zeitvogel; Gedichte. Glock & Lutz Verlag, Nürnberg 1962. (illustriert von Julius Nest).

Filmdrehbücher
- Fritz Peter Buch (Regie): Das leichte Mädchen. 1940 (zusammen mit Fritz P. Buch).
- Erich Engel (Regie): Liebe ohne Illusion. Dialoge. 1955.
- Erich Engel (Regie): Der Mann meines Lebens. 1954 (Literaturverfilmung).
- Thomas Engel (Regie): Schwedenmädel („Sommarflickan“). 1955 (zusammen mit Ursula Bloy).
- Paul Heidemann (Regie): Mein Mann darf es nicht wissen. 1939 (Verfilmung von Helwigs Theaterstück „Flitterwochen“).
- Rudolf Jugert: (Regie): Ein Stück vom Himmel. 1957 (zusammen mit Juliane Kay).
- Franz W. Koebner (Regie): Der Roman der Lilian Hawley. 1924.
- Thomas Engel (Regie): Glückliche Reise. 1954.
- Thomas Engel (Regie): Nichts als Ärger mit der Liebe. 1956 (Drehbuch zusammen mit Heinz Oskar Wuttig).

Sachbücher
- Charakterologie. Teubner, Leipzig 1936. 2., überarbeitete Ausgabe: Klett, Stuttgart 1951. 3., überarbeitete Ausgabe: Klett, Stuttgart 1965.(Danach wiederholt von der Herder-Bücherei, Freiburg/B. nachgedruckt.)
- Dramaturgie des menschlichen Lebens. Klett, Stuttgart 1958.
- Die gewünschte und die gewollte Welt. Zur psychologischen Charakterisierung des Hysterikers und des Zwangsneurotikers. In: Psyche; Bd. 6 (1953), Heft 10, S. 561–576.
- Liebe und Feindschaft. Reinhardt, München 1964.
- Psychologie ohne Magie. Der Mensch im Spannungsgefuge der Lebensdramatik. Reinhardt, München 1961.
- Die individuelle Relation. Ein Beitrag zur Dialektik der Selbstheit. Dissertation. Universität Köln 1934, 38 S.
- Seele als Äusserung. Untersuchungen zur Leib-Seele Problematik. Teubner, 1936.

Eigene Theaterstücke
- Am helllichten Tage. Komödie in 3 Aufzügen. Drei Masken Verlag, Berlin 1942.
- Der „Barbar“. Eine historische Tragikomödie in 5 Aufzügen. Drei Masken Verlag, Berlin 1941.
- Das Eichenacher Spiel von der zehn Jungfrauen. Kahle Verlag, Eisenach 1922 (zusammen mit Conrad Höfer für die Aufführung im Juli 1921 neu übersetzt und szenisch bearbeitet).
- Ernst Beiseite. Lustspiel in 3 Auszügen. Verlag „die Rampe“, Hamburg 1949.
- Flitterwochen. Lustspiel in 3 Aufzügen. Meisel, Berlin 1972 (Nachdr. d. Ausg. Berlin 1939).
- Götter auf Urlaub. Komödie in einem Vorspiel und drei Aufzügen. Drei Masken Verlag, Berlin 1940.
- Irrfahrt der Wünsche. Eine ernste Komödie. Verlag „die Rampe“, Berlin 1940.
- Krampus und Angelika. Komödie in 3 Aufzügen und 1 Vorspiel. Meisel, Berlin 1964 (Nachdr. d. Ausg. Berlin 1943).
- Lucile und Orleans. Eine dramatische Romanze in 5 Aufzügen. Drei Masken Verlag, Berlin 1942.
- Des Ruhmes und der Liebe Schwert: Eine dramatische Romanze in 5 Aufzüge. Drei Masken Verlag, Berlin 1942.
- Die schöne Maria. Historische Komödie in 5 Aufzügen. Drei Masken Verlag, Berlin 1942.
- Schwarze Magie. Lustspiel in 3 Auszügen. Drei Masken Verlag, Berlin 1942.

Bearbeitungen von Theaterstücken
- Robert Boissy: Jupiter: Komödie in 3 Aufzügen („Jupiter“). Drei Masken Verlag, Berlin 1947.
- John Boynton Priestley: Familie Professor Linden. Ein Schauspiel in 2 Aufzügen (4 Bildern) („The Linden Tree“). Drei Masken Verlag, Berlin 1948.
- John Boynton Priestley: Hier bin ich schon einmal gewesen. Schauspiel in 3 Aufzügen („I have been here before“). Drei Masken Verlag, Berlin 1948.
- John Boynton Priestley: Die fremde Stadt. Ein Spiel in 3 Aufzügen („They came to a city“). Dt. Laienspiel-Verlag, Weinheim 1958 (früherer Titel: Die neue Stadt).